# Benjamin Franklin
Benjamin Franklin (født 17. januar 1706, død 17. april 1790) var en amerikansk journalist, forfatter, videnskabsmand, politiker, diplomat mm., men er mest kendt som en af lederne af den amerikanske revolution og for grundlæggelsen af Ivy League-universitetet University of Pennsylvania. Hans mange virkeområder gør ham til polyhistor.
Benjamin Franklin har bl.a. bevist at et lyn er en elektrisk udladning (15. juni 1752).
Han var oprindeligt uddannet bogtrykker af sin bror, men stak af pga vold inden han var færdiguddannet. I første omgang tog han til New York og siden til Philadelphia, hvor han efterhånden åbnede et bogtrykkeri. Han iværksatte en lang række forretninger og institutioner, heriblandt en avis, University of Pennsylavania, en kirke for alle trosretninger og ansatte en gadefejer. Han gjorde også tjeneste i det britiske militær i kampen mod Frankrig, og hjalp det britiske militær med at skaffe resurser, hvilket endte med at koste ham mange penge(han havde ikke forventet selv at hænge på regningen).